# Gräber der 99 Heiligen

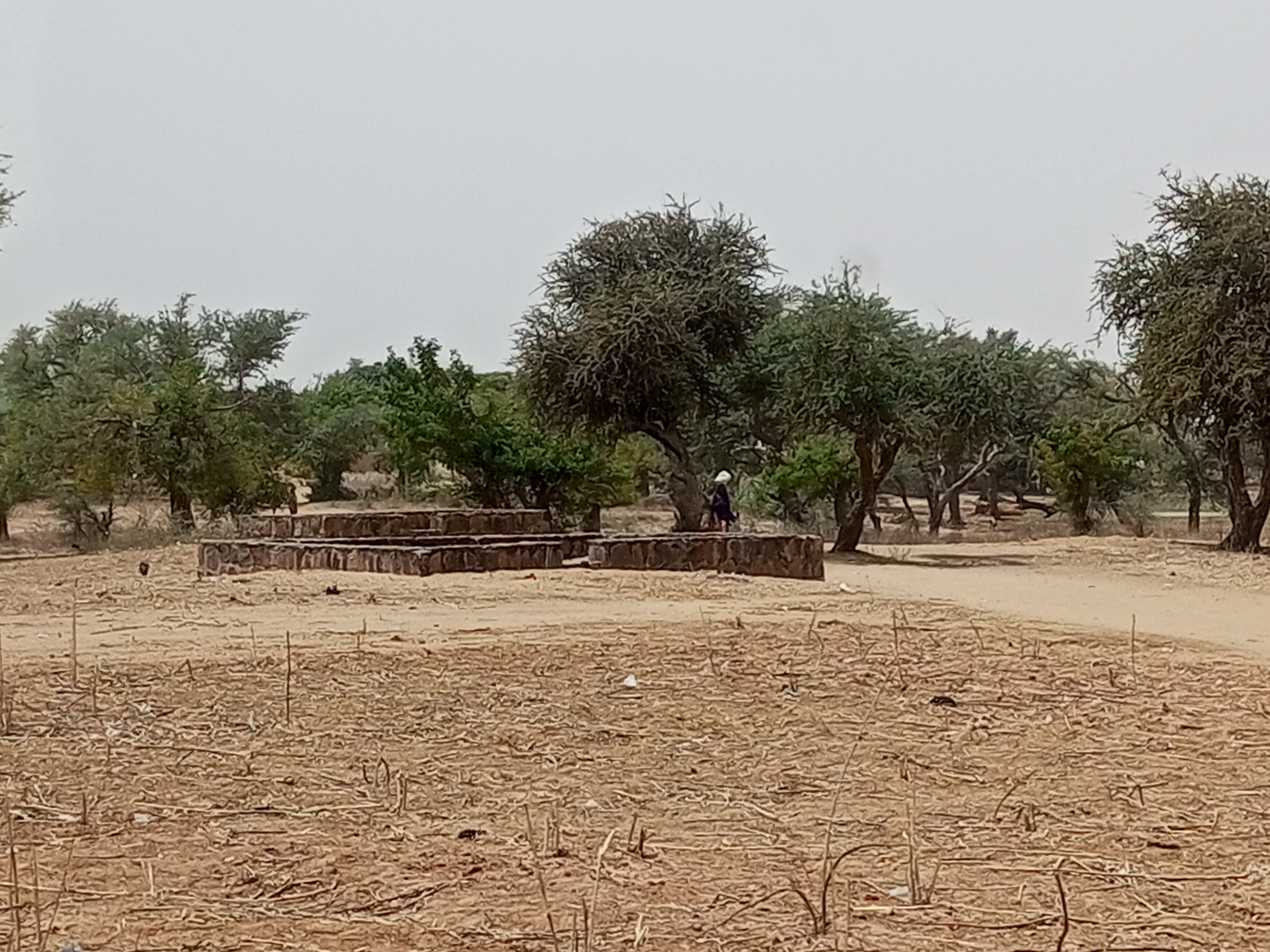
Gräber der 99 Heiligen (2023)

Die Gräber der 99 Heiligen (französisch tombeaux des 99 saints) sind ein islamisches Kulturdenkmal im Süden Nigers. Der Bestattungsplatz liegt am und im Madarounfa-See. Er wurde durch angebliche übernatürliche Lichterscheinungen bekannt und ist das Ziel von Wallfahrten.

## Anlage
Die Anlage der Gräber der 99 Heiligen erstreckt sich über eine Fläche von 800 Hektar. Sie befindet sich im Gebiet der Stadtgemeinde Madarounfa im gleichnamigen Departement Madarounfa, das zur Region Maradi gehört. Die Gräber liegen zum Teil am südlichen Seeufer und zum Teil unterhalb der Wasseroberfläche des Madarounfa-Sees.

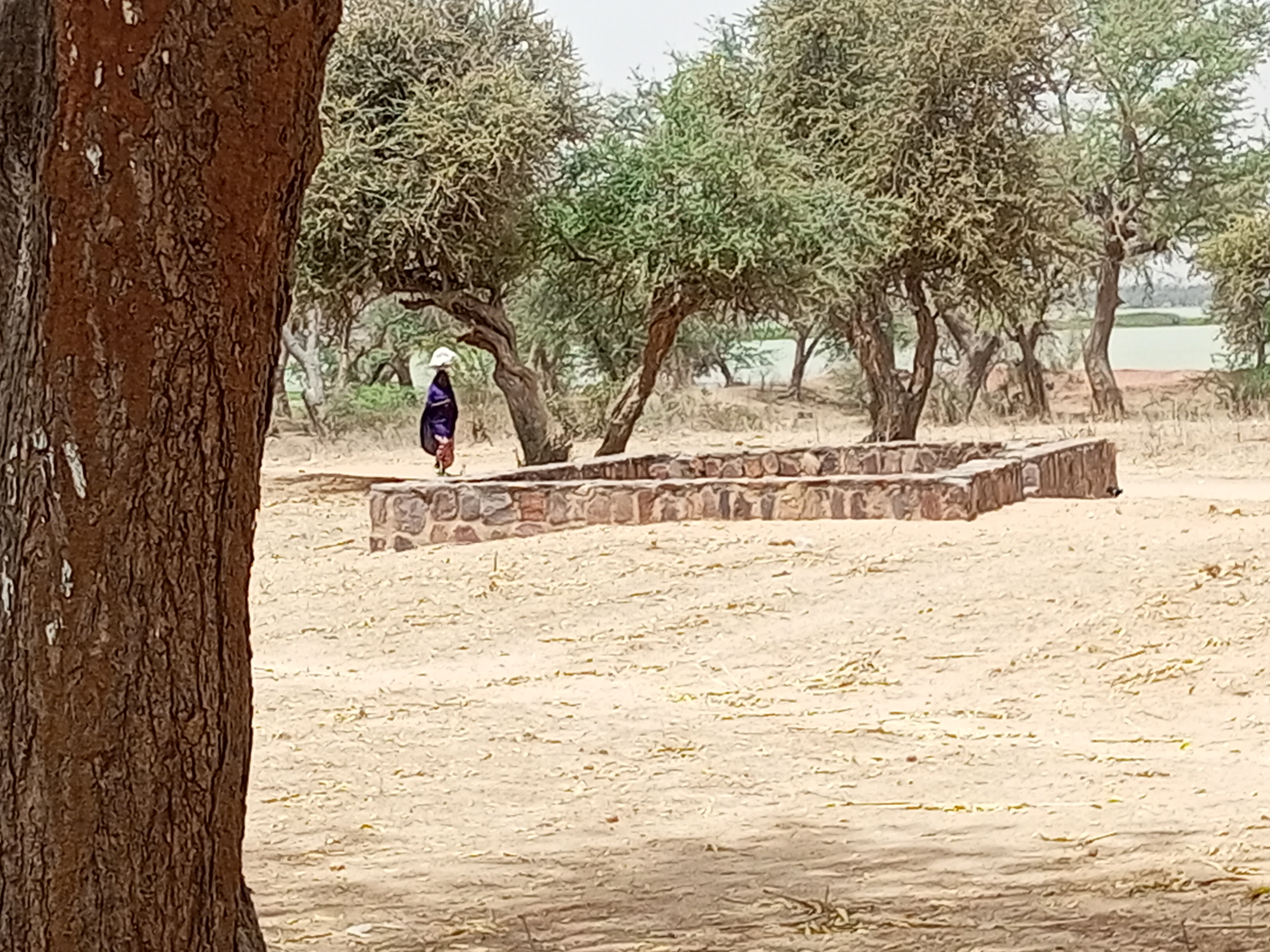
Eines der Gräber der 99 Heiligen, im Hintergrund der Madarounfa-See (2023)

Insgesamt sind 20 Gräber bekannt, die mit kniehohen Steinmauern markiert wurden. Die Zahl 99 hat wahrscheinlich nur symbolische Bedeutung und bezieht sich auf die 99 Perlen der islamischen Gebetskette Misbaha. Manche der markierten Stätten sind namentlich bekannten Personen zugeordnet: jene der Heiligen Fatchima, Malam Ali, Malam Mahaman, Ma’arufa Karfin, Rabiatou und Sabit’l Bilani. Das Ma’arufa Karfin zugeschriebene Grab ist das größte. Es ist 15 Meter lang, 5 Meter breit und 45 Zentimeter hoch.
Es wurde bisher nicht untersucht, ob sich in den Gräbern überhaupt menschliche Überreste befinden.

## Legenden
Der Legende nach gehen die Gräber der 99 Heiligen auf den Propheten Mohammed zurück. Er kündigte drei heilige Männer an, die eines Tages zu einem der Kalifen kämen. Den drei Heiligen sollten 1000 Goldmünzen ausgehändigt werden, woraufhin sie für 1000 Jahre Frieden beten würden. 40 Jahre nach dem Tod des Propheten kamen die drei heiligen Männer nach Medina. Ihre Namen waren Ma’arufa Karfin, Jaji Karkawma und Sabit’l Bilani. Nachdem die Prophezeiung erfüllt und die Friedensgebete gesprochen waren, wurden die drei Männer Richtung Westen geschickt, wo sie ihre künftige Wohnstatt fänden. So erreichten sie Madarounfa. Bei ihrer Ankunft wurde eine heilige junge Frau namens Saâdatou um Wasser geschickt, damit sich die Männer vor dem Beten reinigen konnten. Saâdatou bat Allah um Hilfe und auf wundersame Weise sprudelte Wasser aus dem Boden, wodurch der Madarounfa-See entstand. Ma’arufa Karfin, Jaji Karkawma und Sabit’l Bilani waren die ersten Bestatteten in den Gräbern der 99 Heiligen. Die Legende erklärt nicht die Herkunft der übrigen 96 Heiligen.
Bekannt wurde die Stätte durch nächtliche Lichterscheinungen über den Gräbern, durch die sich die toten Heiligen zeigen sollen. Wie es heißt, sollen die Lichtstrahlen, die aus dem Boden kamen und in das Blätterwerk der Bäume schimmerten, die genaue Lokalisierung der Gräber ermöglicht haben. Die ersten Berichte über diese Erscheinungen gehen möglicherweise auf die Zeit des Fulbe-Dschihads unter Usman dan Fodio im 19. Jahrhundert zurück. Sie traten angeblich oft in Nächten von Donnerstag auf Freitag auf. Als erster sich derart zeigender Heiliger gilt Ma’arufa Karfin, gefolgt von Jaji Karkawma und Sabit’l Bilani. Manchmal hätten sich alle Heiligen als Lichterscheinungen am Grab von Ma’arufa Karfin versammelt. Von der letzten Lichterscheinung wurde um das Jahr 1990 berichtet. An das Phänomen Glaubende schrieben dessen Ende der Lichtverschmutzung durch das nahe Stadtzentrum von Madarounfa zu.

## Bedeutung

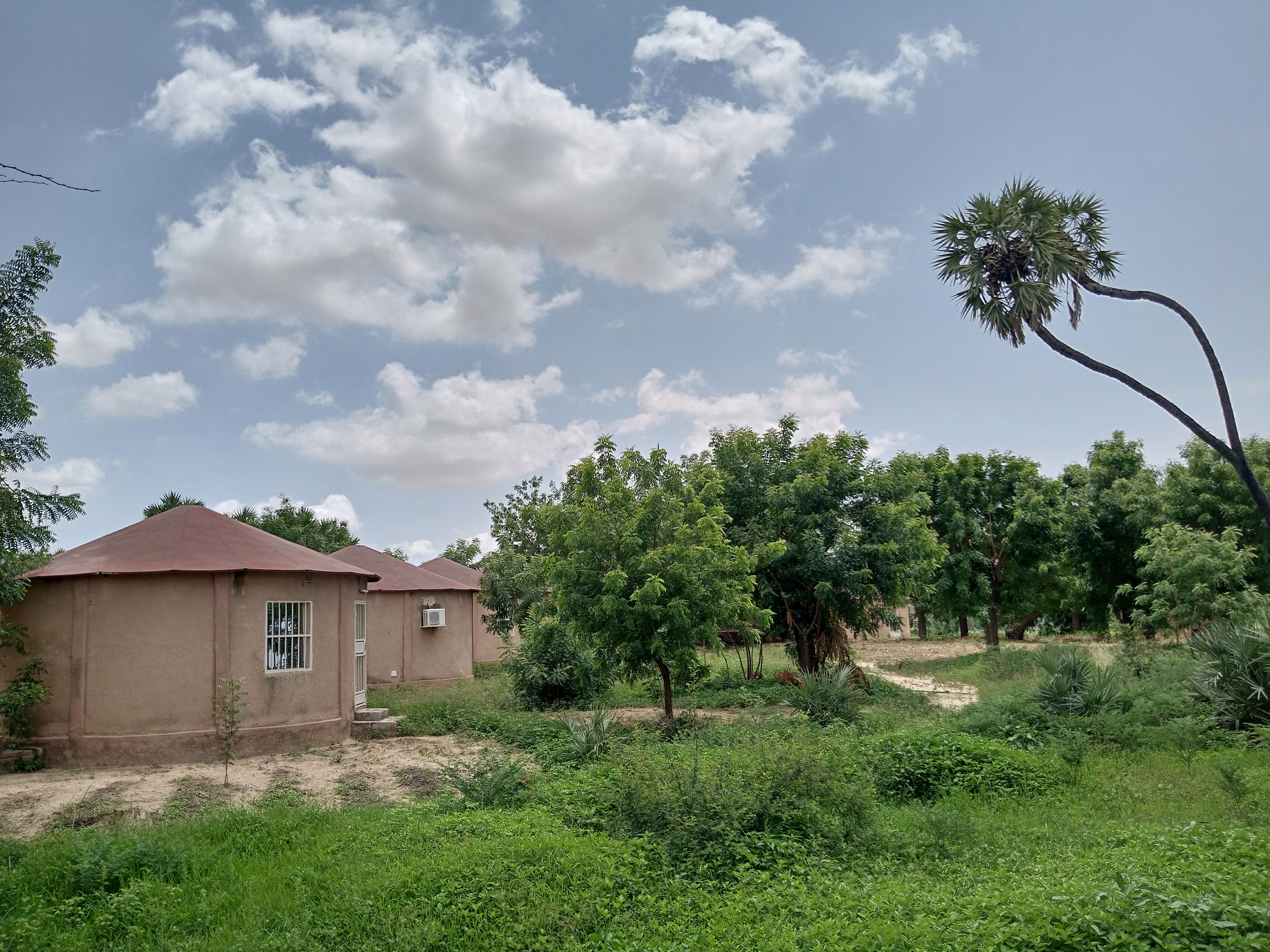
Bungalows im Hoteldorf von Madarounfa (2023)

Der Glaube an die erwähnten Legenden ist in der einheimischen Bevölkerung verankert. Die Gräber gelten entsprechend als heilige Stätte, die erhalten bleiben muss. Hier werden Rituale mit Opfergaben und Anrufungen vollzogen, aus deren Anlass die Gräber gepflegt werden. Auf Vorschlag des nigrischen Kulturministeriums vom 26. Mai 2006 kamen die Gräber der 99 Heiligen, der Madarounfa-See und der Geschützte Wald von Madarounfa als ein Ensemble auf die Tentativliste zum UNESCO-Welterbe.
Der Ort zieht regelmäßig Gläubige aus anderen Landesteilen und aus den Nachbarländern Nigeria und Kamerun an. Zur Förderung der Wallfahrten eröffnete das nigrische Tourismusministerium 2015 ein ganzjährig nutzbares Hoteldorf mit zwei Moscheen, 30 Bungalows und einem Restaurant mit 50 Sitzplätzen.